# Eucarpha strobilina
Eucarpha strobilina är en tvåhjärtbladig växtart som först beskrevs av Jacques-Julien Houtou de La Billardière, och fick sitt nu gällande namn av Édouard Spach. Eucarpha strobilina ingår i släktet Eucarpha och familjen Proteaceae. Inga underarter finns listade i Catalogue of Life.